# La María Mulata
La mariamulata es un monumento que se encuentra situado en la intersección del bulevar de la carrera 51 con la calle 79, en el barrio Alto Prado Barranquilla.

## Características
El monumento de La mariamulata proviene del ave Quiscalus lugubris, conocida en algunas regiones como tordo caribeño, tordo negro, tordo llaneroo o zanate, perteneciente a la familia Icteridae y que habita en lugares calientes. Es de color negro y representa la fauna de Colombia. La mariamulata está construida en bronce y también se encuentra en otras ciudades colombianas como Cartagena, Valledupar, Medellín, Bucaramanga y Cali.

## Autor
El monumento fue una obra del escultor Enrique Grau. Según Grau: «La mariamulata es la que nos acompaña desde que nacemos, es la que está en los patios, donde está la muchacha barriendo, en el corredor, en la entrada o asomada en las ventanas mirando lo que uno está haciendo».